# SPARQL

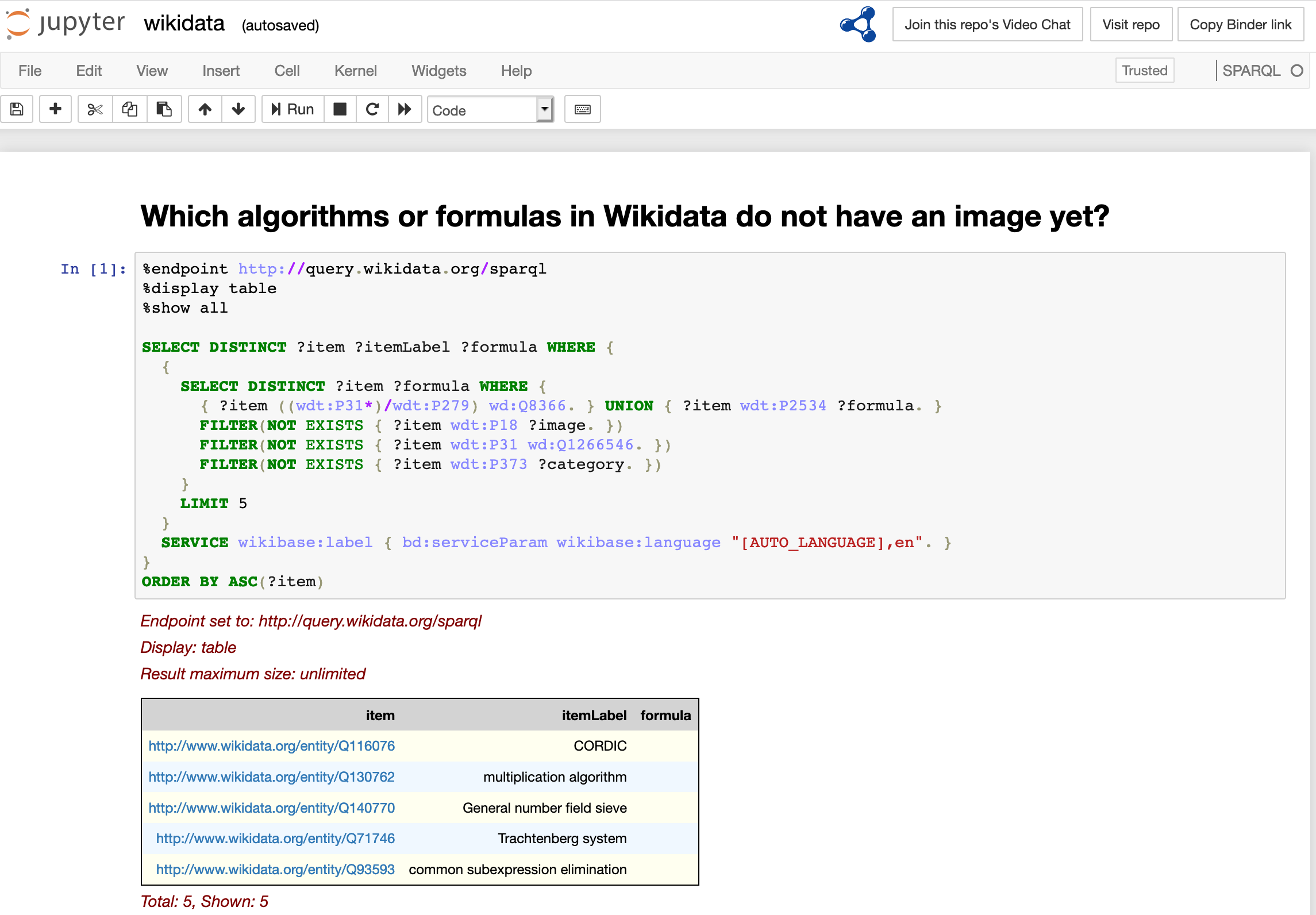
Zapytanie SPARQL skierowane do Wikidanych

SPARQL (ang. SPARQL Protocol And RDF Query Language, wym. [ˈspɑɹkəl]) – język zapytań i protokół dla plików RDF. Nazwa języka jest skrótem rekurencyjnym.
SPARQL pozwala wyciągać z nich dane zawężone według kryteriów określonych poprzez predykaty RDF. Jest opisany przez kilka specyfikacji W3C. W styczniu 2008 SPARQL został uznany za standard przez W3C.

## Przykładowy kod
```
PREFIX
  
dc
:
 
<http://purl.org/dc/elements/1.1/>

SELECT
  
?title

WHERE
   
{
 
<http://example.org/book/book1>
 
dc
:
title
 
?title
 
}

```